# Colias thrasibulus
Lemon Clouded Yellow, Colias thrasibulus là một loài bướm nhỏ thuộc họ Pieridae, có màu vàng và trắng, được tìm thấy ở India.